# Château de Montégut-en-Couserans
Ne pas confondre avec le château de Montégut à Montégut (Hautes-Pyrénées) et le château de Montaigut, à Gissac dans l'Aveyron
Le château de Montégut se trouve dans le Couserans sur la commune de Montégut-en-Couserans, en Ariège, en France.

## Situation
Situé à 575 mètres d’altitude à l'ouest et à proximité de Saint-Girons dans un environnement forestier, le château est à l'est du village. C'est une propriété privée qui ne se visite pas.

## Historique
Alors constitué d’un donjon massif protégé par une enceinte, sur un oppidum dominant et isolé, le château d'origine, antérieur au XIIe siècle, est mentionné en 1110. De 1130 à 1216, les seigneurs de Montégut étaient parmi les plus hauts vassaux des comtes de Comminges et à ce titre firent la guerre contre les domaines royaux liés au diocèse de Couserans siégeant sur la toute proche cité de Saint-Lizier, l'incendiant en 1216.
Le donjon fut en partie rasé au XVIIe siècle. A cette époque, Amaury de Narbonne vendit Montégut à Octavien de Roquemaurel. Son fils, Jean de Roquemaurel était seigneur baron de Montégut en 1680, son fils Paul était vicomte de Montégut, titre que portèrent ses successeurs jusqu'à la Révolution.
Au XIXe siècle, Suzanne de Roquemaurel (1804-1887), qui avait hérité de Montégut, épousa Auguste Sentenac (1800-1834), avocat, leur descendant Gustave, puis son fils Étienne Jalenques posséda ensuite Montégut.
Le château est partiellement inscrit à l'inventaire des monuments historiques par arrêté du 10 août 1987 pour l'enceinte extérieure ; les façades et toitures y compris les façades intérieures des donjons primitifs, les vestiges archéologiques à l'intérieur du château, deux plafonds à décor peint et la frise peinte du vestibule d'entrée.

## Description

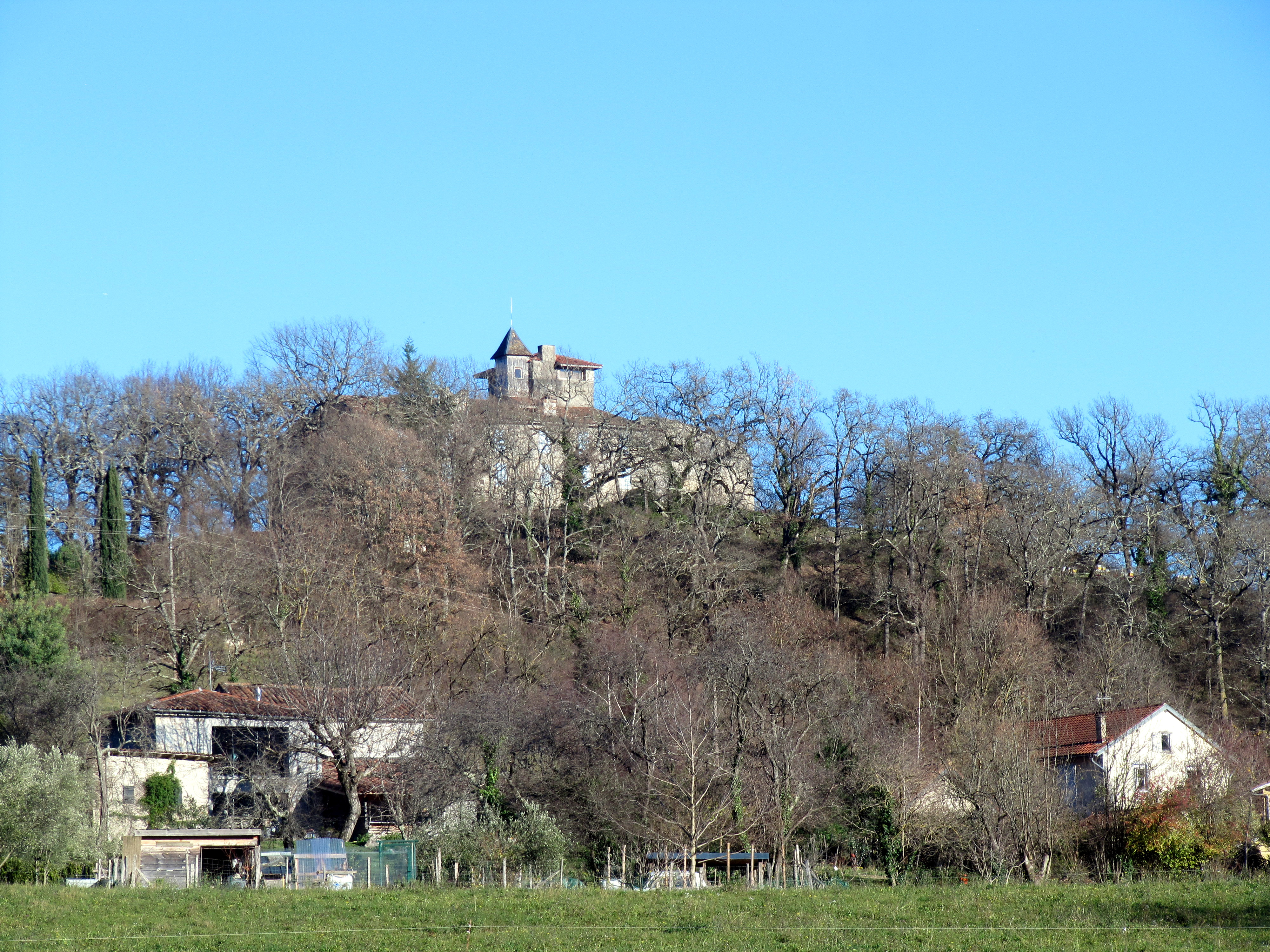
Le château sur son oppidum.